# 大歐塔訥山

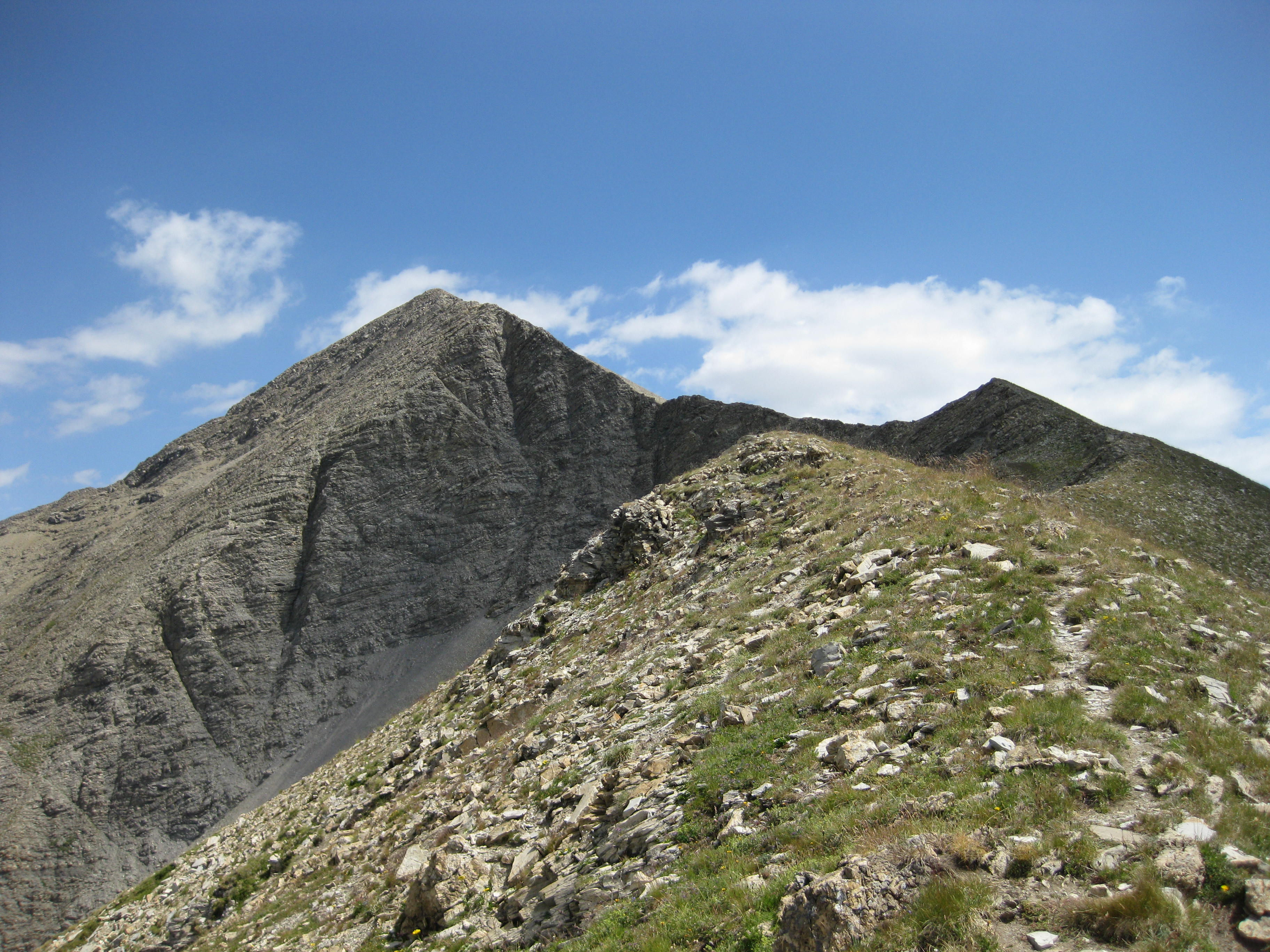

44°38′45″N 6°17′7″E / 44.64583°N 6.28528°E
大歐塔訥山（法語：Grande Autane），是法國的山峰，位於該國東南部，由上阿爾卑斯省負責管轄，屬於多芬阿爾卑斯山脈的一部分，海拔高度2,782米，每年平均降雨量1,410毫米。